# Leucauge spiculosa
Leucauge spiculosa là một loài nhện trong họ Tetragnathidae.
Loài này thuộc chi Leucauge. Leucauge spiculosa được miêu tả năm 1940 bởi Bryant.